# Ficus goniophylla
Ficus goniophylla es una especie de planta del género Ficus, perteneciente a la familia Moraceae.

## Descripción
Crece hasta tener 10 metros (32,8 pies). Las ramillas son de color marrón oscuro al secarse. Ramitas son frondosas de 1,5 a 2,5 mm de grosor, con hispídulos ligeramente blanquecinos.

## Taxonomía
Ficus goniophylla fue descrita por Edred John Henry Corner en 1960. Se ubica en la sección taxonómica Sycidium.

## Distribución
Se encuentra con endemismo en el territorio de Célebes. El área de ocupación y la extensión de su presencia son de 8 kilómetros cuadrados (800 ha). Solo se ha descrita en dos lugares. La conversión del hábitat a la agricultura está causando una disminución continua de su superficie y calidad.